# Бовуар, Роже де
Роже де Бовуар (фр. Roger de Beauvoir), настоящее имя Eugène Auguste Roger de Bully (8 ноября 1806, Париж — 27 августа 1866, Париж) — французский романист, драматург и поэт, близкий друг Александра Дюма — отца, известный парижский денди.

## Биография
Роже де Бовуар родился Париже в семье генерального сборщика налогов департамента Эна. Он был единственным ребёнком в семье. Дата его рождения в разных источниках определяется по-разному. Во всяком случае она находится в интервале 9 ноября 1806 года по 28 ноября 1809.
Его отец de Nicolas Roger (1766—1820) был человеком образованным и влиятельным. За заслуги перед Францией он был награждён орденом Почётного легиона и Орденом Золотой шпоры.
Мать Роже де Бовуар — Marie Geneviève Françoise de Bully (1775—1845), будучи приятельницей князя де Полиньяка обладала своими связями.
Для воспитания его отдают в ораторианской обители Жюйи, в Сене и Марне, что в тридцати километрах от Парижа а затем в иезуитскую обитель Сент-Ашель. близ Амьен.
В 1826 году овдовевшая мать отправляет Роже в Лондон к князю де Полиньяк, в ту пору занимавшему пост французского посла в английской столице.
После того как князь, получивший высокое назначение у себя на родине возвратился во Францию, Роже не пожелал оставаться в Лондоне и последовал за своим покровителем.
Из своей заграничной поездки Роже вернулся в Париж в 1829 году. Князь Полиньяк 8 августа 1829 года стал министром иностранных дел и премьер-министром. Перед Роже открывалась перспектива успешной политической карьеры. Но он разочаровывает свою мать и после недолгих колебаний выбирает литературную деятельность, совмещая её с роскошной жизнью парижского денди.
Занятия литературой так же не находят одобрения и среди его родственников. Тем не менее Eugène Auguste Roger de Bully под псевдонимом Роже де Бовуар пишет первые свои первые литературные произведения. Под этим именем он и вошёл в историю французской литературы.
Обладая симпатичной внешностью и обаянием, к тому же ведущий авантюрный образ жизни он быстро завоевывает популярность в Париже.
Главный же источник славы «блестящего Роже» заключался в том, что он обладал значительными денежными средствами, а это позволяло ему следовать любым капризам моды: обеды и жилеты, известия о его похождениях, «слухи, которые распускались о нём и которые он распускал сам».
Даже место проживание — особняк на улице Мира (более известной как Рю де ла Пэ (Rue de la Paix)) как и сама улица являл собой эпицентр парижской моды. Но, посчитав, что этого недостаточно для его имиджа Роже переезжает в старинный особняк на острове Сен-Луи в Париже, где в декабре 1845 года собиралась компания художников и литераторов (в числе последних — Теофиль Готье и Бодлер) для приема гашиша. Он решает не обставлять своё новое жилище. В пустом салоне не было ровно ничего, за исключением небольшого, но заметного и дорогостоящего штриха — полного комплекта доспехов для рыцаря и коня. Ещё позже он переехал на улицу Сен-Флорантен (Rue Saint-Florentin). Его гостями чаще всего бывали фельетонист Эжен Бриффо и директор театра «Водевиль» Hugues Bouffé, с которым они обсуждали свои литературные и театральные дела. К тому времени Роже успел зарекомендовать себя и как журналист : в пику знаменитому «виконту де Лоне» (она же Жирарден, Дельфина де), публиковавшему фельетоны и обозрения в «Ля Пресс», он еженедельно печатал в «Сильфиде» свои «Парижские письма», в которых в основном описывал празднества и развлечения высшего света.
В начале 40-х годов Роже знакомится с молодой актрисой театра Comédie-Française Léocadie Doze, а воскресным днём 7 января 1844 они сочетались браком. От брака родилоь трое детей:
первый сын Эжен (1845-19?) впоследствии литератор и водевилист, дочь Эжени, родившаяся в 1846 и умершая в возрасте пятнадцать год за 1861, наконец
второй сын Генри (21 сентября 1847 Santeny — 18 августа 1909), ставший впоследствии историком французской армии.
Однако женитьба не принесла счастья Роже де Бовуар. Брак оказался неудачным и закончился шумным разводом. Более того, в 1850 году состоялся судебный процесс, на котором Роже отстаивал право видеться со своими детьми.
Несмотря на безудержную трату денег Бовуар не разорился. Его гонораров хватало на семь — восемь тысяч франков годового дохода, которых ему было достаточно на проживание.
В последние годы жизни Роже де Бовуар страдал безумием, усугубленным приступами подагры. Он окончил свои дни в 1866 году в парижском аристократическом районе Batignolles. Похоронен вместе со своей дочерью на кладбище Пер-Лашез (Pure Lachaise) в Париже.

## ДругДюма
Роже де Бовуар был большим другом Александра Дюма (отца). Их объединяла любовь к литературе, роскошному образу жизни, стремление к популярности и неограниченность в финансах.
В те времена у Роже де Бовуар был доход в тридцать тысяч ливров ежегодной ренты. Его отличала чёрная шевелюра, выразительное лицо и шум, который он поднимал вокруг себя. Он носил дорогие золочёные жилеты и менял туалеты по крайней мере три раза в сутки. Роже де Бовуар и Дюма часто замечали в Опере, во время обедов в Кафе Англе, Кафе де Пари или Роше де Канкаль. Биографы Дюма утверждают, что он вместе с Шатобрианом в 1840 году был свидетелем при регистрации брака Дюма с Идой Феррье. Впрочем, реальность этого события пытается оспаривать Моруа

Так же двух друзей объединяла любовь к хорошеньким женщинам, да к тому же порой одним и тем же. Роже де Бовуар ухитрился соблазнить даже жену Дюма. Тем не менее, это событие не испортило отношений между друзьями. Их общая знакомая — сотрудница Дюма — графиня Даш, которая как известно была соавтором Дюма, дала такое описание Роже де Бовуар.

«Ах, как он был элегантен и эксцентричен! — писала графиня Даш. — Какие прелестные стихи он писал и какие прелестные давал ужины! Он сочетал в себе Анакреона и Мецената»

В 50-е годы Дюма основал свою газету «Мушкетёр». Для придания популярности и блеска своему изданию в числе сотрудников числился и Роже де Бовуар.
Известны случаи пересечения их творчества. Так Роже де Бовуар участвовал в написании либретто для оперы Ипполита Монпью «Нельская башня», созданной на сюжет Дюма.

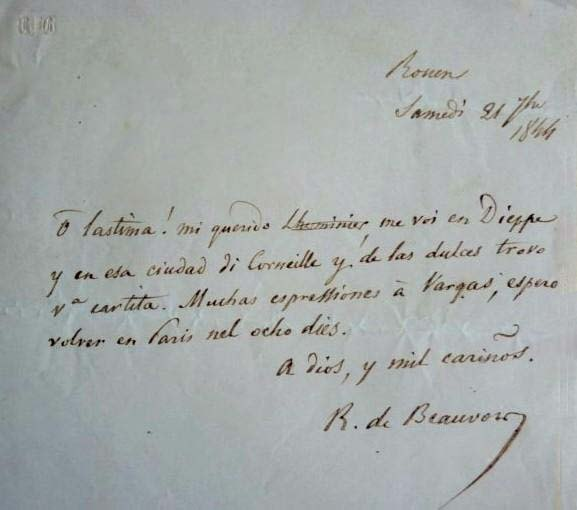
Рукопись стихотворения Роже де Бовуар на итальянском языке, 1844 г.

## Творчество
В общей сложности Бовуар за свою литературную карьеру написал около 300 работ, в том числе дюжину романов и несколько театральных пьес опубликованных в основном в 30 и 40-е годы. Многие из них были переведены на основные европейские языки, в том числе русский. Наиболее удачные его произведения выдержали более десяти изданий.
Наибольшим успехом пользовался «Шевалье де Сен-Жорж», инсценировка одноимённого романа, поставленная в театре «Варьете». Это произведение, написанное в лучших традициях французской беллетристики, описывает судьбу шевалье де Сен-Жорж — композитора, дирижёра, скрипача-виртуоза, королевского мушкетёра времен Людовика XVI и Марии-Антуанетты, уроженца Гваделупы, получившего прозвище чернокожий Моцарт. Произведение Роже де Бовуар не являлось изложением биографии знаменитого композитора — мушкетёра, но оно изобиловало различными авантюрными историями, которые заставляли читать роман на одном дыхании. Роман за период с 1840 по 2001 год выдержал 17 изданий.
Примечателен и роман Роже де Бовуар «Бретонец», история приключений молодого бретонского дворянина Режи де Кервена при дворе Людовика XV, который в чём то сильно напоминал романы великого друга Дюма. Произведения Роже де Бовуар печатались в «Сильфиде», «Моде», в «Ревю де Пари» и «Ревю дю XIX сьекль».
Роже де Бовуар транспортирует в свои романы свой собственный образ жизни. Даже исторические романы рисуют шумную как правило авантюрную жизнь с описанием щеголей своей эпохи. Бовуар не афиширует свои политические и аристократические симпатии.
Роже де Бовуар был популярен и в России. На русском языке в Отечественных записках были изданы роман «Бретонец» и рассказ «Таверна мертвецов», повесть «Инфанта Мария-Анна-Виктора» и роман «Кавалер де Сен-Жорж» вышли в Библиотеке для чтения.

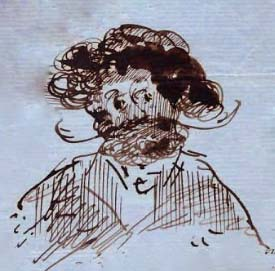
Автопортрет Роже де Бовуар

## Интересные факты
- На одно из его стихотворений «Заида» написал музыку прославленный Гектор Берлиоз («Feuillets d’album» Op.19 (1845) Bolero «Zaïde»)[14]. Это музыкальное произведение до сих пор успешно исполняется.
- В Париже ходил анекдот согласно которому Дюма в первую же брачную ночь застал Роже де Бовуар со своей женой, после недолгого раздумья предложил совместно разделить их ложе торжественно провозгласил: «Роже, примиримся, как древние римляне, на публичном месте»[15].

## Основные работы
- L'Écolier de Cluny ou le Sophisme, 1832
- Il Pulcinella. L’Homme des Madones : Paris, Naples, Rome, 1834 Texte en ligne Архивная копия от 24 сентября 2020 на Wayback Machine
- La Cape et l'épée, 1837
- Le Chevalier de Saint-Georges, 4 vol., 1840 Texte en ligne
- Le Cabaret des morts, 1840. Contient aussi : La Laitière de Trianon, Un Pamphlet, La Mal’aria, Le Peloton de fil.
- Les Trois Rohan, 2 vol., 1842
- Gobelius, 1843
- Safia, 1843
- Madame de Soubise, 1843
- L'Île des Cygnes, 2 vol., 1844
- La Porte du soleil, 4 vol., 1844
- Le baigneur de Dieppe, ca 1847
- Mon Procès, 1849
- Les Œufs de Pâques, 2 vol., 1856 Texte en ligne 1 Архивная копия от 21 января 2022 на Wayback Machine 2 Архивная копия от 28 сентября 2020 на Wayback Machine
- La Lescombat, 1859. Contient : Le Moulin d’Heilly, David Dick, Les Eaux des Pyrénées, Mademoiselle de Sens. Texte en ligne Архивная копия от 28 сентября 2020 на Wayback Machine
- Mademoiselle de Choisy, 1859
- Les Soirées du Lido (1860 Texte en ligne Архивная копия от 21 января 2022 на Wayback Machine
- Les Meilleurs Fruits de mon panier, 1862
- Duels et duellistes, 1864
- Profils et charges à la plume. Les Soupeurs de mon temps (1868)
- Le Pauvre Diable, 1871 Texte en ligne Архивная копия от 21 января 2022 на Wayback Machine
- Histoires cavalières, 1874 Texte en ligne Архивная копия от 24 сентября 2020 на Wayback Machine
- Les Mystères de l'île Saint-Louis, chroniques de l’hôtel Pimodan, 2 vol., 1877  Texte en ligne 1 Архивная копия от 24 сентября 2020 на Wayback Machine 2 Архивная копия от 24 сентября 2020 на Wayback Machine
- Aventurières et courtisanes, 1880 Texte en ligne Архивная копия от 28 сентября 2020 на Wayback Machine
- Les Disparus, 1887 Texte en ligne Архивная копия от 9 апреля 2011 на Wayback Machine
- Voluptueux souvenirs ou le souper des douze, publié pour la première fois d’après le manuscrit original de R. de B. (s.d.)

Театр
- Suzanne, comédie-vaudeville en 2 actes, Paris, Théâtre du Palais-Royal, 28 novembre 1837. Avec Eugène Guinot et Mélesville.
- Le Chevalier de Saint-Georges, vaudeville en 1 acte, Paris, Théâtre des Variétés, 15 février 1840. Avec Melesville.
- Le Neveu du mercier, vaudeville en 3 actes, Paris, Théâtre du Vaudeville, 6 mars 1841. Avec Félicien Mallefille.
- Les Enfers de Paris, 5 actes mêlés de chant, Théâtre des Variétés, 16 septembre 1853
- Paris à l’exposition, revue en 4 actes, Paris, Théâtre des Nouveautés, 6 mai 1867. Avec Fernand Langlé.